# Akupunktmassage nach Penzel
Akupunkt-Massage nach Penzel (APM) ist eine an die chinesischen Tuina im weiteren Sinne angelehnte Behandlungstechnik, die im Gegensatz zur Akupunktur ohne Nadeln und damit ohne Verletzung der Haut auskommt, wodurch die Anwendung dieser Technik in vielen Ländern auch Nichtmedizinern, insbesondere Physiotherapeuten, Masseuren/med. Bademeistern, Hebammen, Krankenpflegepersonal und Laien offensteht. Ein wissenschaftlicher Nachweis über die Wirksamkeit des alternativmedizinischen Behandlungsverfahrens konnte bislang nicht erbracht werden.
Die APM arbeitet mit äußerem mechanischem Druck, wobei der Therapeut mit einem Metallstäbchen entlang dem Verlauf der wissenschaftlich nicht nachweisbaren sogenannten Akupunkturmeridiane streicht. Wie in der Akupressur können darüber hinaus auch einzelne Akupunkturpunkte direkt stimuliert werden.
Diese Akupunktmassage wurde ab den 1950er Jahren von dem Masseur und Bademeister Willy Penzel (1918–1985) propagiert. Die Verbreitung der Methode begründet sich unter anderem darauf, dass sie eine angeblich für „westlich denkende“ Therapeuten logische Systematik bildet, die die Theorie der traditionellen chinesischen Medizin nicht voraussetzt. Sie wird in der Schmerztherapie, bei Funktionsstörungen der Organe und bei den Erkrankungen des Bewegungsapparates eingesetzt.
Die APM soll auch an Tieren angewendet werden können, wobei ihre Protagonisten speziell der Arbeit an Pferden und Hunden praktische Bedeutung zumessen.
Der 1978 gegründete Internationale Therapeutenverband für Akupunktmassage nach Penzel, ansässig in Heyen bei Bodenwerder, zählt nach eigenen Angaben aktuell ca. 4.000 Mitglieder aus weltweit 25 Ländern, wobei die Mehrzahl der Mitglieder aus Deutschland, Österreich und der Schweiz stammt.